# Tehnička škola „Ivan Sarić” Subotica
Tehnička škola u Subotici je osnovana je kao „Mašinski, elektrotehnički i saobraćajni školski centar“ (MESŠC). Današnji naziv je dobila 1999 godine. Organizovana je u četiri područja rada, na dva nastavna jezika: srpskom i mađarskom. Trenutno školu pohađa 1.350 redovnih i 200 vanrednih učenika. Sa njima radi oko 130 nastavnika teorijske i praktične nastave. Od 31. avgusta 2010. godine škola nosi naziv po jednom od najznačajnijih pionira jugoslovenskog vazduhoplovstva, Ivanu Sariću. Funkciju direktora škole obavlja Željko Rajčić.

## Područja rada i najčešći smerovi

### Mašinstvo i obrada metala
- Mašinski tehničar za kompjutersko konstruisanje
- Tehničar za kompjutersko upravljanje
- Bravar - zavarivač
- Industrijski mehaničar
- Operater mašinske obrade

### Elektrotehnika
- Elektrotehničar informacionih tehnologija
- Elektrotehničar računara
- Administrator računarskih mreža
- Elektrotehničar telekomunikacija
- Tehničar mehatronike

### Saobraćaj
- Tehničar drumskog saobraćaja
- Saobraćajno transportni tehničar
- Vozač motornih vozila

## Spoljašnje veze
- Zvanični sajt škole
- Novine učenika i profesora škole
- Tehnička škola "Ivan Sarić" dobitnik zlatne medalje za kvalitet (B92, 12. mart 2023)